# Jean Mouton
Jean Mouton, tên khai sinh là Jean de Hollingue (1459 hoặc có thể sớm hơn-1522) là nhà soạn nhạc người Pháp thuộc thời kỳ Phục hưng. Ông được biết đến với các bản motet, những tác phẩm được coi là hay nhất thời đó. Hơn 100 bản motet của ông vẫn còn tồn tại đến ngày nay.